# Suzanne Flon
Suzanne Flon (Le Kremlin-Bicêtre, 28 januari 1918 - Parijs, 15 juni 2005) was een Franse actrice. Ze was te zien in een vijftigtal films en af en toe op de televisie maar voor alles was ze een actrice die meer dan vijftig jaar lang een vaste waarde was in de Franse toneelwereld. Ze was bekend voor haar lage en scherpe heldere stem.

## Leven en werk

### Afkomst, opleiding en debuut
Suzanne Flon was afkomstig uit een bescheiden milieu. Ze droomde wel van de wereld van het spektakel maar haar ouders wilden dat ze onderwijsstudies zou volgen. Met haar 'baccalauréat' op zak vond ze werk als vertaalster-tolk in het grootwarenhuis Le Printemps. Op een dag werd ze er voorgesteld aan Édith Piaf, van wie ze algauw de secretaresse werd. In die periode nam ze toneellessen. Als presentatrice in de music-hallzaal ABC werd ze opgemerkt door Raymond Rouleau, een leerling van de invloedrijke avant-gardistische toneel-duizendpoot Antonin Artaud. In een regie van Rouleau maakte ze haar debuut op de planken in Le Survivant (1943). Rollen in stukken van Jean Anouilh (Antigone), Jacques Audiberti en André Roussin volgden elkaar vlug op. Haar debuut op het grote scherm onder haar eigen naam deed ze in 1947 in Capitaine Blomet. Twee jaar later vertolkte ze al belangrijker rollen zoals in het drama Dernier Amour.

### Jaren vijftig: toneel
In de jaren vijftig was ze meer op het podium te zien dan in de filmzalen. Van de weinige films uit die tijd vallen twee films van internationaal beroemde cineasten op: de aan Henri de Toulouse-Lautrec gewijde biopic Moulin Rouge (John Huston, 1952) en de thriller Mr. Arkadin (Orson Welles, 1955).

### Jaren zestig
Vanaf de jaren zestig besteedde ze meer tijd en energie aan het witte doek. Dat werd in 1961 al gehonoreerd met de Coppa Volpi voor de beste vrouwelijke vertolking op het Internationaal Filmfestival van Venetië in het Tweede Wereldoorlogdrama Tu ne tueras point (Claude Autant-Lara). Orson Welles castte haar weer voor zijn Franz Kafkaverfilming The Trial (1962). Ook Claude Autant-Lara deed opnieuw een beroep op haar voor Le Franciscain de Bourges (1967), ook een Tweede Wereldoorlogdrama. Opmerkelijk was haar rol van echtgenote van Jean Gabin in drie films: de tragikomedies  Un singe en hiver (Henri Verneuil, 1962) en Sous le signe du taureau (Gilles Grangier, 1969) en de misdaadfilm  Le Soleil des voyous (Jean Delannoy, 1967).

### Jaren zeventig
In de jaren zeventig gaf Jean-Claude Brialy haar twee keer een rol in zijn tragikomedies Les Volets clos (1973) en Un amour de pluie (1974). Later volgden rollen in films van onder meer Claude Pinoteau, Jean-Louis Bertuccelli, James Ivory en Pierre Granier-Deferre. In het Tweede Wereldoorlogdrama met thrillerallures Monsieur Klein (Joseph Losey, 1976) gaf ze indringend gestalte aan de conciërge.

### Latere carrière
Suzanne Flon bleef tot op hoge leeftijd acteren. Op de planken verscheen ze voor het laatst in L’Amante anglaise van Marguerite Duras. In de filmwereld kreeg ze in de jaren negentig en in de jaren 2000 meerdere beklijvende rollen aangeboden door Jean Becker die haar dramatisch talent voor het eerst in L'Été meurtrier (1983) had benut. Ook Tony Gatlif en Claude Chabrol bedachten haar in die periode meermaals met beklijvende rollen. De waardering voor haar prestaties werd uitgedrukt met twee Césars voor beste actrice in een bijrol. Kort na de opnames van de komedie Fauteuils d'orchestre (2006) overleed Flon. Regisseuse Danièle Thompson droeg de film aan haar op.

### Televisie- en stemactrice
Wat televisiefilms betreft zijn vooral haar verschijningen in de televisiefilms Le tour d'écrou (naar het gelijknamige spookverhaal van Henry James), Le Curé de Tours, waar ze schitterde naast Jean Carmet en Michel Bouquet (naar de gelijknamige roman van Honoré de Balzac) en Dialogues des Carmélites (naar het gelijknamige scenario van Gertrud von Le Fort en Georges Bernanos) vermeldenswaardig.
Ze leende haar klare warme stem graag uit, onder andere aan documentaires van Frédéric Rossif, zoals Mourir à Madrid (1962), La Révolution d'Octobre (1967) en Pablo Picasso (1979).
John Huston, die Suzanne Flon regisseerde in Moulin Rouge (1952) beschreef haar als een van de meest buitengewone vrouwen die hij ooit had gekend. Hij had een jarenlange relatie met haar.
Suzanne Flon stierf op 87-jarige leeftijd aan de gevolgen van een buikgriep. Haar stoffelijk overschot werd verast in het crematorium van het cimetière du Père-Lachaise.

## Filmografie (selectie)
- 1947 - Capitaine Blomet (Andrée Feix)
- 1948 - Suzanne et ses brigands (Yves Ciampi)
- 1949 - Dernier Amour (Jean Stelli)
- 1949 - La Cage aux filles (Maurice Cloche)
- 1952 - Moulin Rouge (John Huston)
- 1955 - Mr. Arkadin (Orson Welles)
- 1961 - Tu ne tueras point (Claude Autant-Lara)
- 1962 - Un singe en hiver (Henri Verneuil)
- 1962 - The Trial (Le Procès) (Orson Welles)
- 1963 - Château en Suède (Roger Vadim)
- 1963 - La Porteuse de pain (Maurice Cloche)
- 1964 - The Train (John Frankenheimer)
- 1966 - Si j'étais un espion (Bertrand Blier)
- 1967 - Le Soleil des voyous (Jean Delannoy)
- 1967 - Le Franciscain de Bourges (Claude Autant-Lara)
- 1967 - Tante Zita (Robert Enrico)
- 1968 - La Chasse royale (François Leterrier)
- 1969 - Sous le signe du taureau (Gilles Grangier)
- 1969 - Jeff (Jean Herman)
- 1970 - Teresa (Gérard Vergez)
- 1973 - Les Volets clos (Jean-Claude Brialy)
- 1973 - Le Silencieux (Claude Pinoteau)
- 1974 - Un amour de pluie (Jean-Claude Brialy)
- 1975 - Docteur Françoise Gailland (Jean-Louis Bertuccelli)
- 1976 - Monsieur Klein (Joseph Losey)
- 1976 - Monsieur Albert (Jacques Renard)
- 1976 - Comme un boomerang (José Giovanni)
- 1981 - Quartet (James Ivory)
- 1983 - L'Été meurtrier (Jean Becker)
- 1987 - Dagboek van een oude dwaas (Lili Rademakers)
- 1987 - En toute innocence (Alain Jessua)
- 1987 - Noyade interdite (Pierre Granier-Deferre)
- 1989 - La Vouivre (Georges Wilson)
- 1990 - Gaspard et Robinson (Tony Gatlif)
- 1992 - Voyage à Rome (Michel Lengliney)
- 1998 - Les Enfants du marais (Jean Becker)
- 1999 - Je suis né d'une cigogne (Tony Gatlif)
- 2001 - Un crime au Paradis (Jean Becker)
- 2002 - Mille millièmes (Rémi Waterhouse)
- 2003 - Effroyables Jardins (Jean Becker)
- 2003 - La Fleur du mal (Claude Chabrol)
- 2004 - La Demoiselle d'honneur (Claude Chabrol)
- 2005 - Joyeux Noël (Christian Carion)
- 2006 - Fauteuils d'orchestre (Danièle Thompson)

## Prijzen

### Film
- 1961 - Tu ne tueras point : Coppa Volpi voor de beste vrouwelijke vertolking op het Internationaal Filmfestival van Venetië
- 1984 - L'Été meurtrier : César voor beste actrice in een bijrol
- 1990 - La Vouivre : César voor beste actrice in een bijrol

### Toneel
- 1981 - Le Cœur sur la main : Prix du Syndicat de la critique voor beste actrice
- 1987 - Léopold le bien-aimé : Molière voor de beste actrice
- 1989 - Une absence : nominatie voor de Molière voor de beste actrice
- 1992 - L'Antichambre : nominatie voor de Molière voor de beste actrice
- 1995 - La Chambre d'amis : Molière voor de beste actrice
- 2000 - L'Amante anglaise : nominatie voor de Molière voor de beste actrice
- 2002 - Prix du Brigadier : ereBrigadier voor het geheel van haar carrière

- Biblioteca Nacional de España: XX1320605
- Bibliothèque nationale de France: cb138939826 (data)
- Gemeinsame Normdatei: 130100765
- International Standard Name Identifier: 0000 0001 2125 3910
- Library of Congress Control Number: nr97036204
- Nationale Bibliotheek van Tsjechië: xx0161933
- SNAC: w6sj2gkn
- Système universitaire de documentation: 060569735
- Virtual International Authority File: 27251729
- WorldCat: E39PBJccfty3XhMQbCMgPJb68C